# Antrocephalus ishiii
Antrocephalus ishiii är en stekelart som beskrevs av Akinobu Habu 1960. Antrocephalus ishiii ingår i släktet Antrocephalus och familjen bredlårsteklar. Inga underarter finns listade i Catalogue of Life.